# Julie Larson-Green
Julie Larson-Green, född 1962, leder Windowsavdelningen på Microsoft. Hon är ansvarig för den tekniska delen samtidigt som hennes kollega, Tami Reller handhar de kommersiella frågorna.  Larson-Green har arbetat för Microsoft i 19 år. 1997 började hon arbeta i Microsoft Office teamet. Hon vann ett tekniskt ledarskapspris 2003.  

## Barndom
Larson-Green växte upp i Maple Falls i Whatcom County, i delstaten Washington.

## Karriär
Larson-Green tog examen i företagsekonomi på Western Washington University. Hon fick sitt första jobb på Aldus där hon arbetade med teknisk support. Aldus skapade PageMaker Desktop Publishing Software vilket senare togs över av Adobe. Larson-Green är en autodidakt programmerare. Sin masterexamen tog hon i datavetenskap. Hon rekryterades sedan av Aldus för utvecklingsledning. 1993 började hon arbeta på Microsoft som programansvarig för Visual C++. 
På Microsoft har användarupplevelse blivit hennes passion. Hon har övervakat den framgångsrika lanseringen av Microsofts operativsystem Windows 7. 1997 blev hon en del av det team som arbetar med Office. Hon ledde arbetet med userinterface design för Office XP, Office 2003 och Office 2007.